# 中国菜
中国菜（又稱中餐、中华料理、中国料理）是發源於中國的料理，其常見於多華人之地區，亦是目前中國文化中最主要的代表之一，对东亚地区的飲食文化带来深远影响。其特点为：色、香、味、意、形，被称为「国菜五品」，按烹饪特点又可分为：选料、刀工、火候、调味。
中國菜系之多是非常驚人的，這是由于中國地区廣大，從南向北的熱帶、副熱帶一路到溫帶，由南海島嶼氣候至內陸大陸性氣候，還有世界屋脊的高原山脈與無數源遠流長的河流、窪地與湖泊，提供了不可想像的多元食材。加上漢唐時絲路貿易交流、宋元時漠北民族的文化衝擊、明清時期大航海時代的新大陸物種，也沒有明顯宗教忌口的風氣，擁有持續發展達三千年的農漁傳承與廚藝創新。近代以来，加工食材的技術、刀具也是最多樣的，使各个地方菜肴差异极大。由於無法一概而論，光代表菜系就有淮扬菜、鲁菜、粤菜、川菜等菜系，深入研究可多達八到十種以上，這還不包含漢族和中國境內少數民族與東亞其他國家的融合，多樣化程度之高在全世界幾乎沒有類似的案例，因而中國菜式可以說是覆蓋範圍非常廣大的飲食霸主。

## 烹饪特点
- 高湯干貝小菜
- 牛肉麵
- 皮蛋豆腐（冷菜）
- 红烧狮子头（热菜）
- 滿漢全席
- 羊肉粉

### 选料
中国菜的食材非常丰富，所有能吃的东西，都可以做为中国菜的食材，但食材的选择关系到菜品的质量。
中国菜中常选择名贵的食材，如燕窝、鱼翅、熊掌、鹿尾、虎骨、猴脑等。但是部分食材取自保护动物，加上衛生防疫等考量，所以某些名菜在現代无法烹製，但也有厨师使用替代品进行烹饪。

#### 食材选取
- 时令：食材根据动植物的成熟时间不同，品质也不同。比如淮扬菜有“刀鱼不过清明，鲟鱼不过端午”的说法。
- 区域：不同区域生长的食材品质亦不同。比如蟹，以阳澄湖和盘锦产为佳。
- 品种：做一些菜肴，需要不同品种的食材。比如，北京烤鸭是用北京特有的填鸭做成；白斩鸡则用三黄鸡做成。
- 部位：食材不同的部位被制作成不同的菜。比如家常菜“肉段”应用里脊制作。
- 因材制宜：大部分菜肴对食材很讲究。例如生蠔和醉虾要求新鲜的蠔和虾。而一些菜肴，例如炒饭和回锅肉，则最好用隔夜的米饭和猪肉。
- 时代变化：例如北京烤鸭，以前是越肥越好，现代则倾向用瘦肉鸭。现代也不再利用保护动物和珍贵植物做食材。另外开始引进其他外国食材，例如法国蜗牛等。

#### 食材六品
色有些食材是为了装饰用的。比如在鱼翅羹里加一点藏红花。在中国菜中，任何点缀的东西都可以食用。
香增加香味的食材。胡椒，茴香一些香辛料主要是调味去除食材的腥味。也有一些高级菜肴如叫化鸡用荷叶包裹，闻起来有一股清香。鲜花饼加入鲜花，吃起来有临花圃之中。
味食材的选择也可以增强食物的味道。比如虾饺中加入的虾脑，被认为使饺子更加鲜美。
意食材的名称、形状可代表菜肴意境。古时候，举子们在赶考的时候要吃条红色鲤鱼，意为「鲤鱼跳龙门」。
形即使是冷盘，对食材的要求也是相當講究的。
养一些食材本身就有丰富的营养价值，传统中医学认为一些食材还具有药用性。像红枣猪手汤富含动物胶，传统认为对孕妇非常有帮助。

#### 食材对菜系的影响
- 鲁菜：发端于春秋战国时的齐国和鲁国，形成于秦汉。宋代后，鲁菜就成为「北食」的代表。分为胶东菜、济南菜以及孔府菜等三大流派。鲁菜讲究调味纯正，口味偏于鹹鲜，具有鲜、嫩、香、脆的特色。十分讲究清汤和奶汤的调制，清汤色清而鲜，奶汤色白而醇。
- 川菜：四川离海较远，因此以河鲜、菌类、干货、山珍为特色。主要以“辣”为特色，对西南、华南各地区有很大影响。
- 粤菜：廣東位于亞熱帶地区，瀕臨南海，雨量充沛，物產富饒。海鲜以“生猛”、“鲜”为主，对原料的新鲜程度要求很嚴格。
- 闽菜：福建地处东南沿海、盛产多种海鲜，而福建境内山峦起伏，丛林茂密，气候温暖，加以地形复杂多变，使得闽菜极为多元化。
- 淮扬菜：淮扬处于江淮水乡，水产丰富。菜肴制作精细，淮扬菜注重刀工，刀法细腻，口味清淡。

### 刀工
中国菜的原料大多加工成小块尺寸，不像西餐在食用时进行切割。中国菜对刀工非常讲究，工具主要是菜刀和砧板，可将原料切成片、丝、条、块、丁、粒、米茸等形状，并要求其大小、厚薄、粗细均匀。有些原料经厨师的刀工后可拼成栩栩如生的美丽图案。

#### 种类

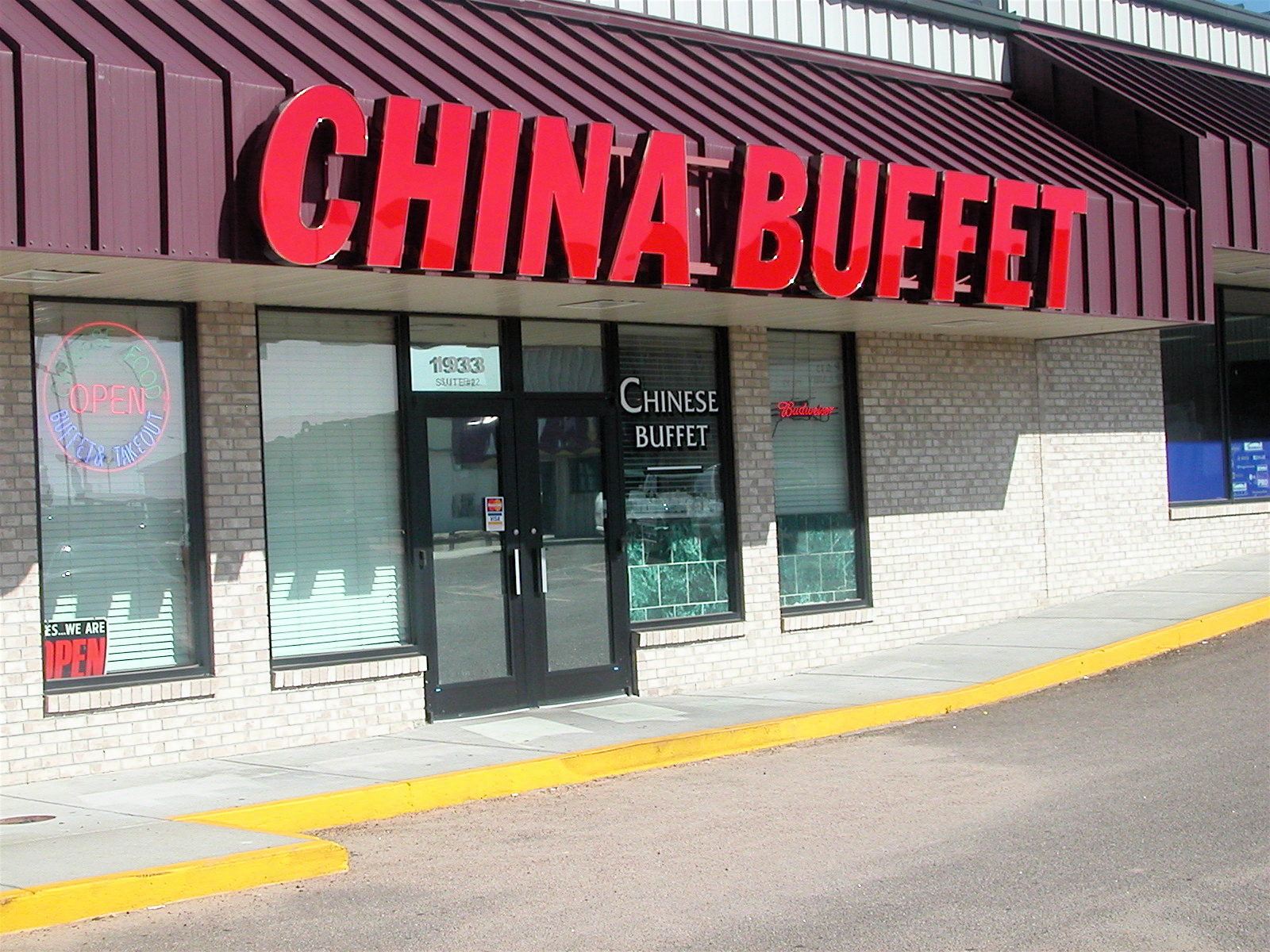
在美國的中國餐廳

- 切
- 片
- 剁
- 剞

#### 刀工技巧
- 刻刀法
- 锯刀法
- 滚刀法
- 反刀法
- 推刀法
- 切刀法

#### 原料成形
- 马牙段：把葱从中间冲开，切2厘米长的段。
- 骰子丁：呈四方形，體积有1厘米立方。
- 象眼块：两头尖、中间宽，一般是4厘米长、宽1.5厘米、厚1.5厘米。其大小根据主料、盛器的大小而定。
- 菱形块：和象眼块相仿，但没象眼块那么规则。
- 骨牌块：呈长方形。一般为5厘米长、2.5厘米宽、7毫米厚。大小可根据情况而定。
- 滚刀块：采用原料滚动、斜立刀的方法，将原料切成基本相同的块，如烧茄子等。
- 绿豆丁：一种类似绿豆子的小方丁，约5-7毫米立方。
- 劈柴块：不规则的原料经过加工,形状基本一致，一般长5厘米，宽、厚各1厘米。
- 雪花片：一般1.5毫米厚，长、宽各1.5厘米。
- 柳叶片：大部分用笋尖、茭白尖制作，一般长5厘米、厚1.5毫米，一头尖，一头宽。
- 松里：熟原料的面不动，里边的大块肉撕成小片后放平。如锅烧鸭、清蒸整面鸭等。
- 卧刀片：又称坡刀片。操作方法是左手按原料，右手执刀，刀背向外，刀背略高于刀刃，使刀身呈坡斜状，成品呈斜片状，如腰片、海参、肚片等。

### 烹调方法与火候

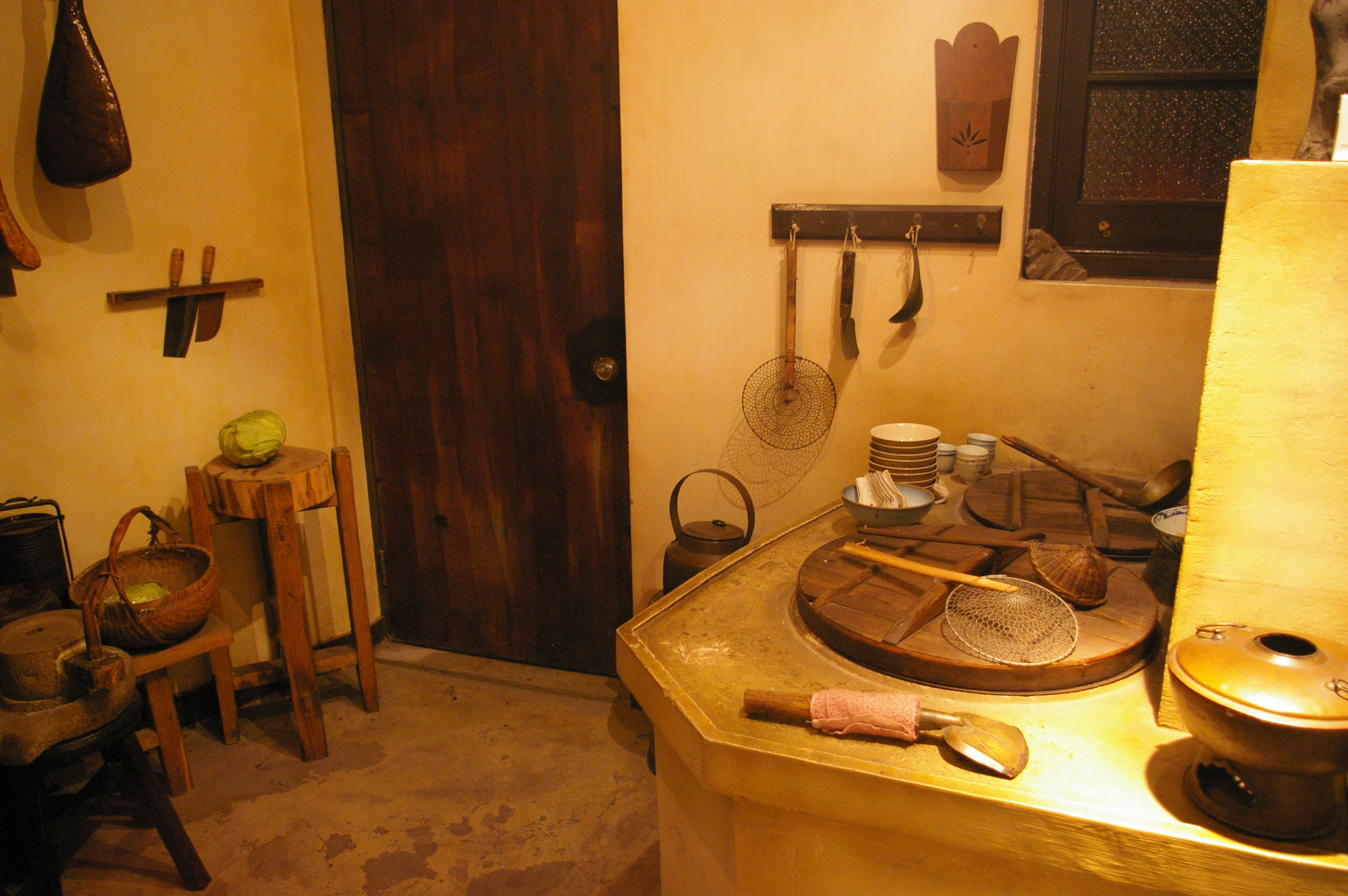
上海石库门博物馆模拟的，使用中式灶头的家庭厨房

中国菜烹调方法非常多，有凉拌、炒、爆、溜、煸、蒸、熬、煮、炖、煨、烩、氽、涮、烧、焯、卤、酱、煎、炸、焖、烤、焗、熏等几十种，每一种又可分为好几类。中国菜在制作过程中还十分讲究火候，以蒸排骨为例，蒸的时间长了，肉就老了，时间短了，则没熟透。

### 调味

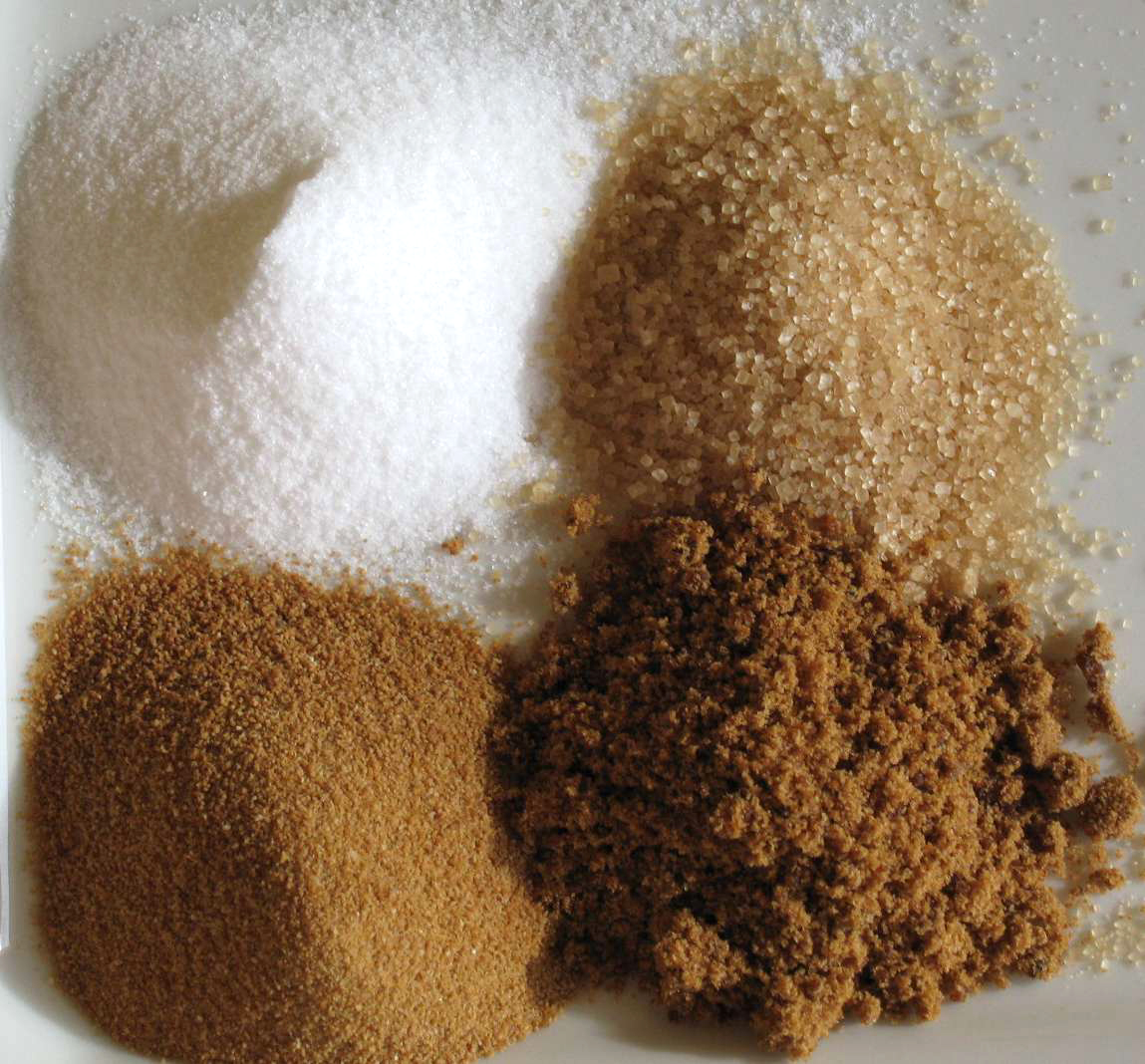
各色食糖，是烹饪中常见的甜味剂。背后则是跨越千年发展的蔗糖制造技术。

中国菜的调味料也非常多，是影响菜肴的主要原因之一。苦、咸、甜、酸、鲜是基本味道，它们与辣（麻辣），即是中国文化中所称的酸甜苦辣。除苦味外，都是菜肴烹饪时所追求的味道。
食盐是中国，亦是全世界烹饪时，最主要的咸味剂，而酱油、蚝油、豆豉等是中国常见的咸鲜口味调味剂。西周时，中国烹饪即使用醋制造酸味。先秦以来，烹饪的甜味剂主要是蜂蜜和饴糖，饴糖以麦芽糖最为常见。发源于印度的蔗糖，虽然在前1世纪或之前即传入中国，但中国制糖业的发达和技术成熟，则是在唐代以后。明代，中国制糖技术更为成熟，采用黄泥水淋脱色法制造出白糖。随着地理大发现，辣椒在明朝末年传入中国。此前，则用花椒制造辣味。清代中期，辣椒和蔗糖在中国获得普遍的应用，而在食盐匮乏的贵州，辣椒则起到替代食盐的作用。或称之为穷人的油盐。1908年，日本化学家池田菊苗发明了的味精，它与鸡精是当代普遍使用的鲜味剂。
除甜、辣、酸、鲜等调味剂外，常用的调味料依据效用有以下几类：
1. 调色：酱油、红曲米。
2. 调香：麻油、麻酱、黄酱、葱、蒜、八角/茴香、桂皮、丁香、肉豆蔻、白豆蔻、草果、香菜、香菇、桂花、薄荷、山柰、香叶、砂仁、甘草、木香、良姜、厚朴。
3. 调型：生粉、菱粉、冰糖。
4. 滋补：枸杞、桂圆、党参、西洋参、黄芪、当归、天麻、冬虫夏草、川芎、茯苓、薏米、三七、莲子。
5. 其他添加剂：高汤。

## 分类

### 地域分类菜系

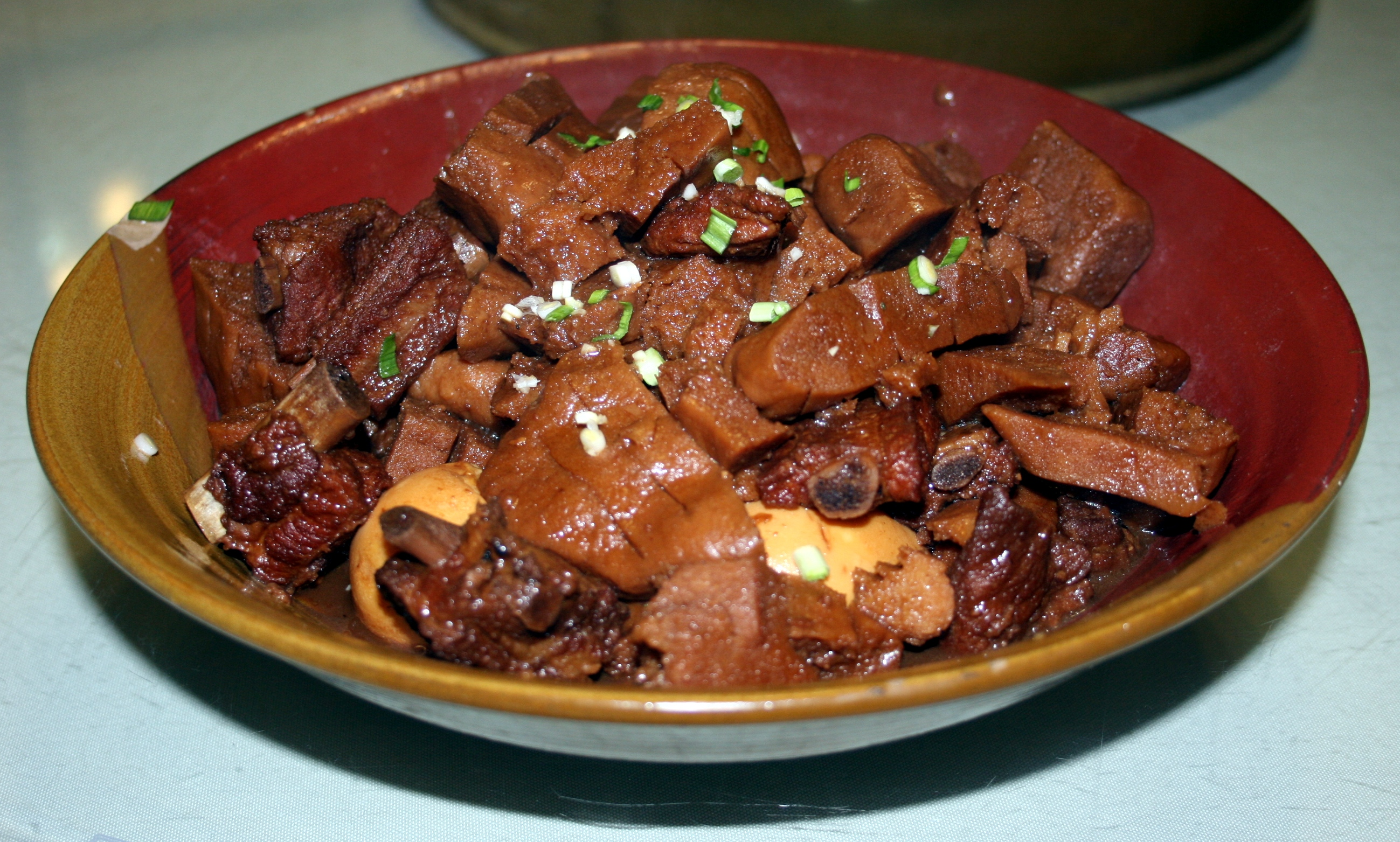
麵筋排骨(魯菜系)

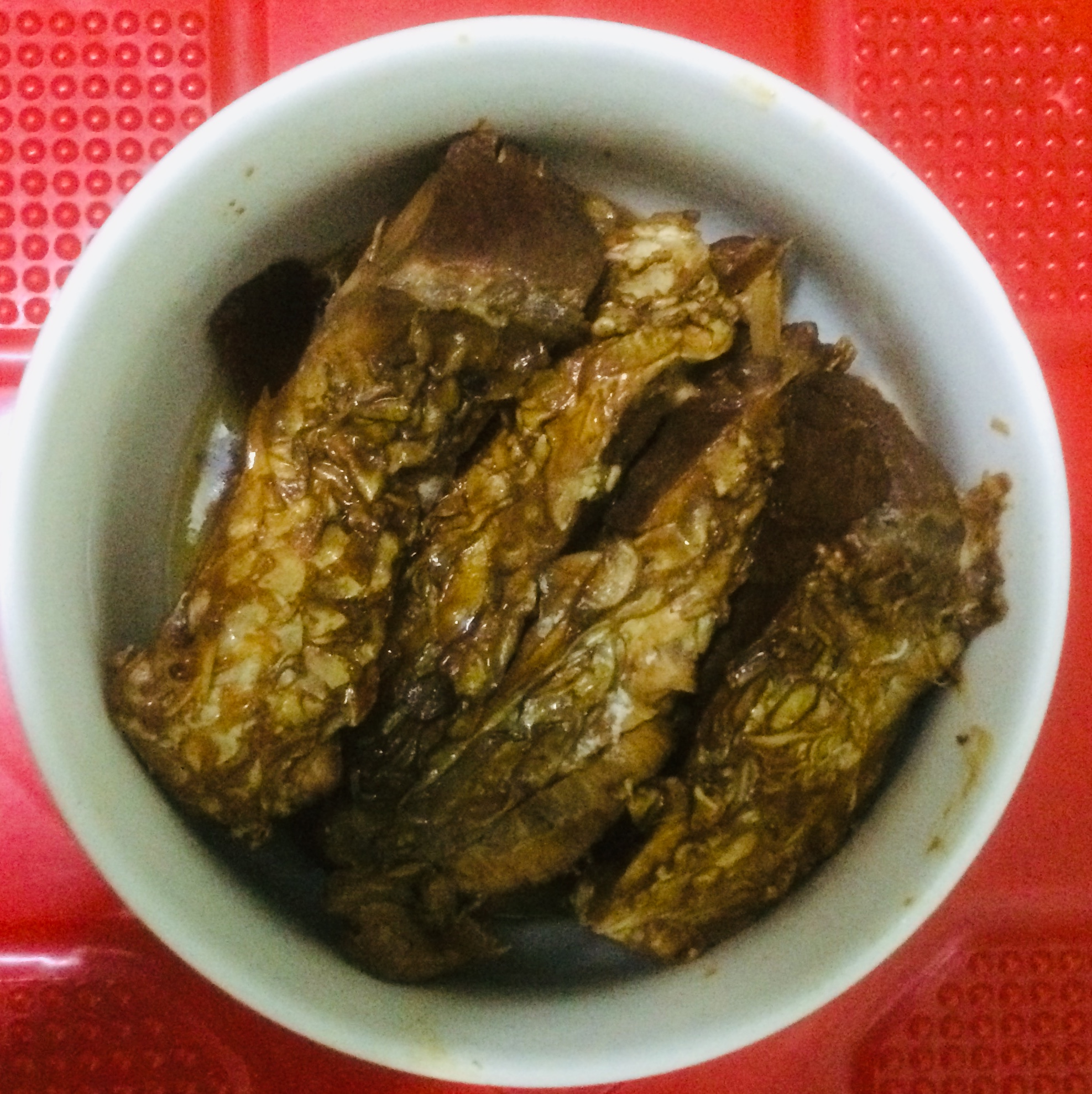
中国红烧鱼

中国菜主要有四大菜系和八大菜系之说，其中“四大菜系”是指鲁菜、川菜、粤菜、淮扬菜；“八大菜系”是指闽菜、湘菜、粤菜、苏菜、鲁菜、浙菜、川菜、徽菜，除了上述漢族菜系外，還有西藏菜、新疆菜等等少數民族菜系。

### 菜谱
- 主食：大米、面食、饺子
- 酒
- 凉菜：即冷盘、冷碟。
- 热菜
- 前菜
- 正菜：即主菜。
- 配菜：即佐食小菜。
- 汤
- 食物的分類

饈 （醬料）
膳（肉類）
餚（煮熟的肉）
飲（飲料）

## 文化与历史

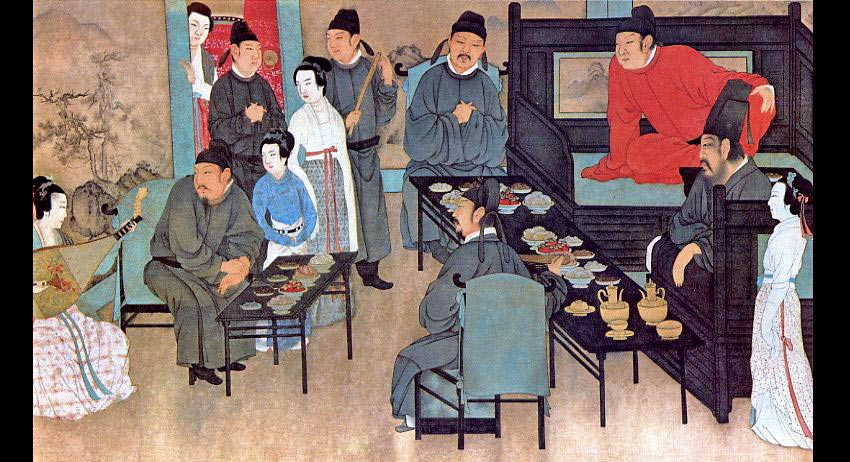
韩熙载夜宴图

### 用餐礼仪
因中国地域辽阔，礼仪繁多而且不一致。但有些用餐礼仪还是通用的。
- 所有用餐者、特别是长辈未到时，不可以入座（视情形而定,若有可能妨碍走道动线者，则须先行入座，待长辈到达后在帶領长辈入座,身体不适者切勿勉强让座）；主人长辈先食；如果有长辈，应该让菜或斟酒。但若主人长辈事前有声明先让用餐者入座及用餐，则应遵循长辈之意见
- 一般来讲餐桌上正对门的位置是主人的位置，主人左右两侧应为第一、第二贵宾。妥善的做法是等待主人为你指定座位。
- 吃飯時不能發出咀嚼的聲音；不狼吞虎咽，不用嘴送食他人的让菜。不用舌头舔食餐具；不伏碗吃饭，应端碗吃饭；拿饭碗时，不可以端碗底；吐出的骨头鱼刺等饭渣，应放到指定的地方。如果要咳嗽、打喷嚏，要用手或手帕捂住嘴，并把头向后方转。
- 使用匙饮汤，不举碗海喝（然而這一般只適用於街外用膳；在家用膳舉碗海喝亦無傷大雅），不用筷子搅拌热汤，不呡汤而饮；夹菜时候最好一次夹走。不可以用筷子在菜盘子中乱翻。
- 等上餐时候，不可以用筷子互相敲打，或者拿筷子敲打餐具；筷子不可对夹，如果用餐时一双筷子因为夹菜而夹到另一双筷子，称为筷子打架。这是非常不礼貌的事情；如果饭没吃完，中途想放下碗筷休息片刻，筷子要平放在碗上，绝对不可以垂直插在饭里，因为这被认为是凭吊死人的；任何餐具反扣的行为被视为不礼貌。比如碗或酒具。
- 如果多人入席，桌子很大，又不是旋转桌子，菜离你比较远，最好不要唐突地站起来去夹食，可以询问人是否能帮忙夹菜，相反，如果观察到其他人想吃自己身边的菜，可以站起来帮助对方，这样符合礼节，也显得亲切；如果盘中的菜已不多，你又想把它“打扫”干净，应征询一下同桌人的意见。
- 用餐时如果餐具失落到地上而损坏是非常不好的。有些地方新年打碎餐具有说“岁岁平安”的习惯。

### 艺术

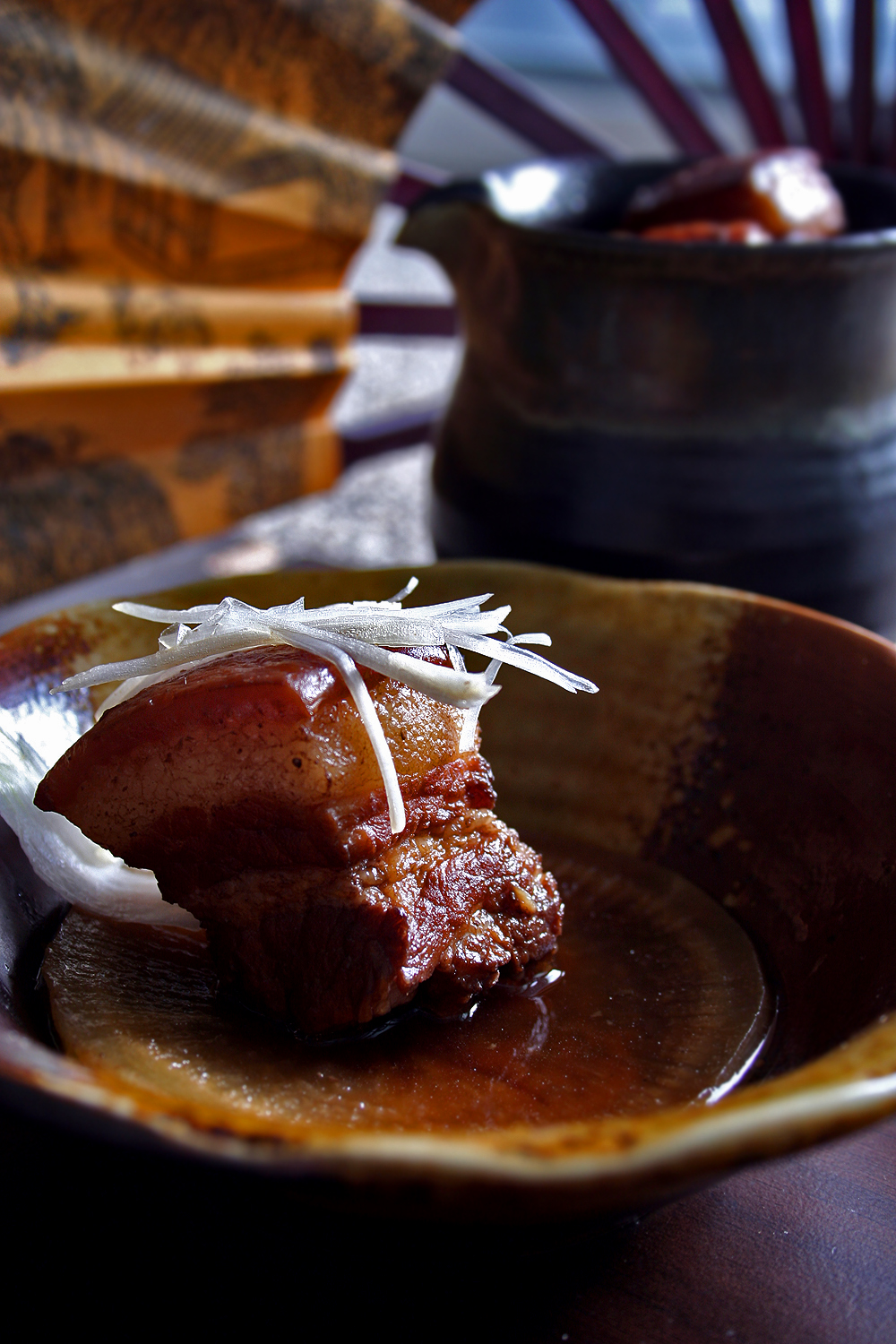
東坡肉

中國菜很早就講究色、香、味俱佳，《后汉书·边让传》：“函牛之鼎以烹鸡，多汁则淡而不可食，少汁则熬而不可熟。”中国菜的取名多彩多姿，以写意手法命名的有“龙虎会”、“凤爪龙衣”、“狮子头”、“佛跳墙”，以人物命名的如“东坡肉”、“宋嫂鱼羹”、“宫保鸡丁”。唐朝皇帝唐懿宗命皇宮內準備各種美味給同昌公主食用，其中“靈消炙”這道菜，是用喜鵲舌、羊心尖等材料調制而成。

### 文学
中国菜在文学作品中记录了许多不同历史时期中的著名菜肴，例如《红楼梦》、《金瓶梅》等，现代美食家经常从这些作品中可以找到创新和恢复古代菜肴的方法。《红楼梦》第六十回【牛奶茯苓霜】：“……只有昨儿有粤东的官儿来拜，送了上头两小篓子茯苓霜。……这地方千年松柏最多，所以单取了这茯苓的精液和了药，不知怎么弄出这怪俊的白霜儿来。说第一用人乳和着，每日早起吃一钟，最补人的；第二用牛奶子；万不得，滚白水也好。我们想着，正宜外甥女儿吃。……”。

### 哲学
中国的饮食文化在各个方面体现出来，古代的哲学家经常用烹饪方式来进行比喻，如《吕氏春秋·察今》載：“尝一脟肉而知一镬之味，一鼎之调。”老子在《道德经》中也提到：“治大国，若烹小鲜”。孔子曾提到：“食不厌精，烩不厌细”和“肉不正不食”以比喻身正和严格要求自己。班固在《汉书》中也写道：“王者以民为本，而民以食为天”，将饮食看成是治理国家首要的问题。
“庖丁解牛”出自《庄子》，讲的是顺其自然的养生之道。“君子远庖厨”，来源于《礼记》。意为心胸广大的人应该仁慈，不應進入廚房宰殺動物以備食用。中医学家认为，饮食是健康之本。药王孙思邈说过：“救急之道在于药，安身之本在于食。” 而《本草纲目》作者李时珍也有“药补不如食补”的说法。

## 比赛
在中国和海外，每年都有纷繁种类的中国烹饪比赛，其中比较出名的有中国烹饪世界大赛等。

### 引用
1. ↑  .   [2021-04-10]. （原始内容存档于2021-05-18）.
2. ↑  . 人民网，来源：中国青年网. 2015-12-27  [2018-05-04]. （原始内容存档于2018-05-04） （简体中文）.